# Bùi Thị Ban
Bùi Thị Ban (? – ?) là một thứ phi của vua Hiến Tông Mạc Phúc Hải thời nhà Mạc trong lịch sử Việt Nam. Bà chỉ được nhắc đến thông qua gia phả của dòng họ Bùi Trần ở Hà Nội. Bà sinh được một người con trai là hoàng tử Mạc Phúc Đăng.
Năm 1546, Mạc Hiến Tông băng hà, con trưởng là Mạc Phúc Nguyên lên ngôi. Tướng Phạm Tử Nghi muốn đưa Mạc Chính Trung lên ngôi nhưng không được Mạc Kính Điển (em vua Hiến Tông) cùng Thái sư Nguyễn Kính chấp thuận nên dấy quân làm loạn. Bà Ban phải dẫn con trai chạy về quê mình lánh nạn ở thôn Quất Động, huyện Thượng Phúc, trấn Sơn Nam (nay thuộc xã Quất Động, huyện Thường Tín, Hà Nội). Tại đây, Mạc Phúc Đăng phải cải sang họ mẹ để tránh sự truy lùng gắt gao của triều đình nhà Lê trung hưng.